# Classique de la capitale
Le Classique de la capitale (anglais : Capital Hoops Classic) est un match annuel de basket-ball entre les Gee-Gees d'Ottawa et les Ravens de Carleton. Organisé pour la première fois en 2007, cet événement fait partie de la rivalité entre l'Université d'Ottawa et l'Université Carleton, dont les deux se situent dans la région de la capitale nationale.
Cet événement est sponsorisé actuellement par MBNA.

## Bilan saison par saison
| Victoires à Ottawa | Victoire à Carleton |

| Année | Résultat pour le match masculin | Résultat pour le match féminin | Affluence |
| ----- | ------------------------------- | ------------------------------ | --------- |
| 2007  | Carleton 62-64 Ottawa           | Non joué                       | 9 730     |
| 2008  | Carleton 70-66 Ottawa           | Carleton 53-43 Ottawa          | 9 124     |
| 2009  | Carleton 87-72 Ottawa           | Carleton 62-53 Ottawa          | 10 523    |
| 2010  | Carleton 77-66 Ottawa           | Carleton 53-40 Ottawa          | 8 074     |
| 2011  | Carleton 78-65 Ottawa           | Carleton 71-63 Ottawa          | 7 565     |
| 2012  | Carleton 74-34 Ottawa           | Carleton 55-59 Ottawa          | 7 022     |
| 2013  | Carleton 63-58 Ottawa           | Carleton 68-50 Ottawa          | 6 208     |
| 2014  | Carleton 82-58 Ottawa           | Carleton 47-57 Ottawa          | 6 604     |
| 2015  | Carleton 79-66 Ottawa           | Carleton 40-46 Ottawa          | 10 780    |